# Deborah J. Ross
Deborah J. Ross é uma escritora norte-americana que terminou de escrever a Clingfire Trilogy, três livros da série Darkover que Marion Zimmer Bradley se encontrava a escrever quando faleceu.